# Warlock: The Armageddon
Série
Warlock
(1989) Warlock III: La Rédemption
(1999)
Pour plus de détails, voir Fiche technique et Distribution.
Warlock: The Armageddon est un film américain réalisé par Anthony Hickox, sorti en 1993. Il reprend le personnage du Warlock, apparu pour la première fois dans le film homonyme et qui réapparaîtra dans un troisième volet nommé Warlock III: The End of Innocence.

## Synopsis
Tous les 600 ans, Satan a l'occasion de s'échapper et de provoquer l'Armageddon. Cinq pierres runiques ont le pouvoir de libérer le Mal ou, au contraire, de le bannir pour 600 nouvelles années. Une jeune femme portant l'une de ces runes à la pleine lune redonne naissance au Warlock, qui tue la malheureuse et s'empare de sa rune. Il part ensuite en quête des quatre autres runes alors qu'un ancien ordre de druides va tenter de l'arrêter.

## Fiche technique
Sauf indication contraire, les informations mentionnées dans cette section peuvent être confirmées par la base de données cinématographiques IMDb,  présente dans la section « Liens externes ».
- Titre : Warlock: The Armageddon
- Réalisation : Anthony Hickox
- Scénario : Kevin Rock et Sam Bernard d'après les personnages créés par David Twohy
- Musique : Mark McKenzie
- Direction artistique : John Chichester
- Décors : Steve Hardie et David A. Koneff
- Costumes : Leonard Pollack
- Photographie : Gerry Lively
- Son : Frank Serafine, Brent Johnson
- Montage : Christopher Cibelli et James D. R. Hickox
- Production : Peter Abrams et Robert L. Levy 
  - Coproducteur : Natan Zahavi
  - Producteurs délégués : Roger A. Burlace et
  - Producteur associé : Sam Bernard
- Sociétés de production[1] : Trimark Pictures, Tapestry Films
- Société de distribution[1] : Trimark Pictures (États-Unis)
- Budget : 3 millions de dollars[2]
- Pays d'origine :  États-Unis
- Langue originale : anglais
- Format[3] : couleur - 1,85:1 (Panavision) - son Dolby
- Genre : Fantastique, Horreur
- Durée : 98 minutes
- Dates de sortie : 
  -  États-Unis : 24 septembre 1993
  -  France : mai 1993 (Festival de Cannes) / 1er mai 1993 (sortie nationale)[4]
- Classification[5] :
  -  États-Unis : R – Restricted (Les enfants de moins de 17 ans doivent être accompagnés d'un adulte).
  -  France : Tous publics

## Distribution
- Julian Sands (VF : Patrick Osmond) : Warlock
- Chris Young : Kenny Travis
- Paula Marshall : Samantha Ellison
- Steve Kahan : Will Travis
- R. G. Armstrong : Franks
- Charles Hallahan : Ethan Larson
- Bruce Glover : Ted Ellison
- Joanna Pacula : Paula Dare
- Craig Hurley : Andy
- Davis Gaines : Nathan Sinclair
- Rebecca Street : Kate
- Dawn Ann Billings : Amanda Sloan
- Zach Galligan : Douglas
- Mihály Mészáros : Augusto

## Accueil

### Box-office
| Pays ou région            | Box-office  | Date d'arrêt du box-office | Nombre de semaines |
| ------------------------- | ----------- | -------------------------- | ------------------ |
| États-Unis (1er week-end) | 1 747 317 $ | du 24 au 26 septembre 1993 | -                  |
| États-Unis (total)        | 3 902 679 $ | 26 décembre 1993           | 14                 |
| Total mondial             | 3 902 679 $ | 26 décembre 1993           | 14                 |

## Distinctions
En 1994, Warlock: The Armageddon a obtenu 2 nominations mais n'a remporté aucun prix.

### Nominations
- Saturn Awards - Academy of Science Fiction, Fantasy & Horror Films 1994 :
  - Meilleure sortie vidéo de genre
  - Meilleur maquillage pour Bob Keen

## Autour du film
- Le portrait de Jonathan Wooley, issu du film de 1942 Ma femme est une sorcière, est visible dans le film.
- Julian Sands endosse pour la deuxième et ultime fois le rôle de Warlock. Il sera remplacé par Bruce Payne dans le troisième volet.
- Zach Galligan, qui avait déjà tourné sous la direction d'Anthony Hickox dans les films Waxwork et Waxwork 2 : Perdus dans le temps, apparaît ici furtivement le temps d'un caméo.